# Domingos Correia Arouca
Domingos Correia Arouca ComA • ComNSC (Castro Marim, Castro Marim, 1 de Maio de 1790 - Lisboa, Santa Isabel, 24 de Janeiro de 1861) foi um militar, administrador colonial, político e maçon português.

## Família
Oriundo duma família Algarvia, era filho de Simão Correia Arouca (? - Castro Marim, Castro Marim, 14 de Maio de 1827) e de sua mulher Maria Teresa Cândida Mascarenhas (Castro Marim, Castro Marim - ?).
Era trineto, por legítima varonia, de João Fernandes Zuzarte, Cavaleiro Fidalgo da Casa Real, Proprietário do Ofício de Escrivão da Almotaçaria de Tavira, e de sua mulher Luísa Arouca, com a qual casou na Sé de Tânger a 18 de Maio de 1657, filha de João Arouca, também Cavaleiro Fidalgo da Casa Real, e de sua mulher Maria Álvares, com a qual casou também na Sé de Tânger a 14 de Setembro de 1641, e neta paterna de Vicente Fernandes, também Cavaleiro Fidalgo da Casa Real, morto pelos mouros em Tânger, e de sua mulher Luísa Arouca, a qual foi tetraneta, por varonia, de João Arouca, Escudeiro Fidalgo da Casa Real e Escrivão da Câmara de Faro, filho de Afonso de Arouca, Juiz do Crime e do Cível em Beja a 17 de Agosto de 1450.

## Biografia
Oficial do Exército, combateu na Guerra Peninsular e tomou parte em Campanhas Militares em Moçambique. Era Tenente quando, em 1810, foi para Moçambique, onde comandou as Companhias de Inhambane e de Quelimane, sendo Governador deste Distrito, no Ultramar.
Foi iniciado na Maçonaria em data e em Loja desconhecidas e com nome simbólico desconhecido.
Desempenhou as funções de Vogal do Conselho Ultramarino.
Era Fidalgo Cavaleiro da Casa Real por Alvará de 4 de Dezembro de 1834.
Em começos de 1836, já Coronel, foi nomeado 73.º Governador de Cabo Verde, substituindo o Brigadeiro Joaquim Pereira Marinho a 24 de Julho, mas este ficou no Arquipélago e fomentou graves rebeliões, até ao ponto de que duas Ilhas negaram obediência a Domingos Correia Arouca, alimentada a sua atitude pelo desvario político da Metrópole. Após a Revolução de Setembro, de 9 de Setembro de 1836, foi destituído, voltando o seu predecessor ao cargo a 13 de Janeiro de 1837.
Houve depois polémica, em panfletos, entre os dois Militares, que terminou em 1842 com um folheto de Domingos Correia Arouca, Desmentindo as acusações....
Teve, também, Domingos Correia Arouca questões graves com o Governador da Guiné, ao tempo submetida ao Governo Geral de Cabo Verde, que era Honório Pereira Barreto, Capitão-Mor de Bissau, Oficial de cor de extraordinário mérito e de grande valentia.
Foi Senador do Reino, etc.
Era Comendador da Real Ordem Militar de São Bento de Avis e 133.º Comendador da Real Ordem Militar de Nossa Senhora da Conceição de Vila Viçosa a 18 de Fevereiro de 1840.
Atingiu o posto de Brigadeiro Reformado, no qual faleceu.
Atingiu o Grau 33 do Rito Escocês Antigo e Aceite, tendo feito parte do Supremo Conselho José da Silva Carvalho e desempenhou as funções de seu 3.° Soberano Grande Comendador do Supremo Conselho afecto ao Grande Oriente do Rito Escocês e de 3.° Grão-Mestre do Grande Oriente do Rito Escocês, ambos desde 1858(?) até à sua morte a 24 de Janeiro de 1861.
Está sepultado no Cemitério dos Prazeres, em Lisboa.

## Casamento e descendência
Casou com Maria Teresa Augusta de Sousa (Chamusca, São Brás, 1808 - Lisboa, Santos-o-Velho, 11 de Setembro de 1884), filha de António José Ferreira e de sua mulher Ana Rita. Foram pais de Frederico de Gusmão Correia Arouca e tiveram mais Maria Amália de Gusmão Correia Arouca (Lisboa, Santa Isabel, Fevereiro de 1850 - ?) e um filho ou uma filha, que morreram jovens.